# Daniel Fischer (Mediziner)
Daniel Fischer, auch Daniel Fischerus, (* 9. November 1695 in Käsmark/Ungarn (heute: Slowakei); † 18. September 1746 in Debrecen/Ungarn) war ein ungarischer Mediziner und Naturwissenschaftler sowie Mitglied der Gelehrtenakademie Leopoldina. 

## Leben
Daniel Fischer wurde als Sohn des evangelischen Käsmarker Pfarrers Michael Fischer und dessen Ehefrau Agneta geboren. Daniel Fischer besuchte die Volksschule seiner Heimatstadt. Er studierte Medizin in Wittenberg und promovierte daselbst im Jahr 1718. Er wurde Leibarzt des hochwürdigen Bischofs Nikolaus Csáky von Groß-Wardein (heute: Oradea) sowie Stadtphysicus der Stadt Käsmark in Oberungarn. Als weiterer Wirkungsort ist Liptau (heute: Liptov) vermerkt.  
Fischer entwickelte eigene Medikamente vor allem gegen Fieber, Schwindel und die Gicht. Während der Pockenepidemie 1740–1742 in der Zips behandelte er die Kranken mit einer Sauermilchkur. Er beschäftigte sich auch mit Naturheilkunde. Aus Nadeln der Latschenkiefer und Zapfen der Zirbelkiefer stellte er neue Medikamente her. 1735 entwarf er einen Vorschlag für die Gründung einer Gelehrtengesellschaft in Ungarn, die auch die Zeitschrift „Acta eruditorum Pannonicae“ mit den Schwerpunkten Naturwissenschaften, Medizin und Wirtschaft herausgeben sollte. Letztlich konnte der Plan aus Geldmangel nicht umgesetzt werden.
Fischer wurde von Kaiser Karl VI. in den Adelsstand erhoben. 
Am 18. Oktober 1719 wurde Fischer mit dem akademischen Beinamen CAJUS als Mitglied (Matrikel-Nr. 339) in die Leopoldina aufgenommen. Die Empfehlung für die Aufnahme stammte vom Leopoldina-Mitglied Johann Adam Gensel.
Fischer verstarb vermutlich an einer Fischvergiftung im Alter von nur 50 Jahren. Heute wird die Krankheit eher als „Fleckfieber Typhys exanthematicus“ diagnostiziert.

## Veröffentlichungen (Auswahl)
- (Breslauer) Sammlung von Natur- und Medizinischen Geschichten; herausgegeben von einigen Mitgliedern der Akademia Naturae Curiosum, XXXI–XXXVI. Versuch 1724–1730 (mit Beiträgen aus Ober=Ungarn von Dr. Franz Ernst Brückmann, Johann Georg Bucholz aus Käsmark, Dr. Daniel Fischer aus Käsmark und Dr. Johann Adam Raymann aus Eperies).
- De Terra Medicinali Tokayensis, Breslau 1732 Digitalisat
- mit Johann Wedel: Dissertation Inauguralis Medica De Peripneumonia, Jena 1733 Digitalisat
- Consiliu Pestilentiale oder Medizinisches Gutachten von der Pest, Deren Indole, Propagation und Difference von anderen hitzigen Fiebern, wie auch Präservation und Cur, Leipzig&Breslau 1740